# Incendios forestales en California de noviembre de 2008
Los Incendios forestales en el Sur de California de 2008 son una serie de incendios forestales que empezaron a quemar el Sur de California el 13 de noviembre y que han arrasado más de 50 mil ha.  El fuego ha destruido más de 800 viviendas, desde casas rodantes a mansiones de muchos millones de dólares, y ha obligado a cerca de 50.000 personas a huir. El gobernador de California Arnold Schwarzenegger declaró el estado de emergencia en los condados de Santa Bárbara y Los Ángeles. Los principales factores que contribuyeron al extremo fuego fueron la sequía en el sur de California, el calor, y los fuertes vientos de Santa Ana con ráfagas que han alcanzado las 80 millas por hora (129 km/h). 
Los incendios más importantes son los siguientes:
- Incendio de Montecito Tea - un incendio que empezó el 13 de noviembre de 2008, en la exclusiva comunidad de Montecito, en el condado de Santa Bárbara California, resultando con la destrucción de 200 mansiones.[3][4]  Muchas celebridades tienen sus casas en el área del incendio de Tea, incluyendo a la de Oprah Winfrey, Rob Lowe y Steven Spielberg.  La casa del actor Christopher Lloyd fue destruida durante el incendio.[5][6]

- Incendio de Sayre - un incendio que empezó el 14 de noviembre de 2008, en la localidad de Sylmar de Los Ángeles, California, en la que resultaron destruidas 500 casas móviles, nueve casas familiares y diez edificios comerciales.[7]  Este ha sido el peor incendio que ha tenido la Ciudad de Los Ángeles desde el Incendio de Bel Air de 1961.[8]

- Incendio del Triangle Complex - Una serie de incendios, también conocida como el incendio Yorba Linda-Corona, o el incendio del Freeway Complex , que inició a aproximadamente las 9:00 a. m. PDT el 15 de noviembre de 2008, y se esparció por todas las comunidades de Corona, Yorba Linda, Anaheim Hills y Brea en los condados de Orange y RIverside.[9] En la tarde del 15 de noviembre de 2008, el incendio del Triangle Complex había destruido al menos 70 estructuras, y forzó la evacuación de 14,000 personas.[10][11]

El 18 de noviembre de 2008 algunos residentes de Sylmar, zona de los suburbios al norte de Los Ángeles, del Parque de Casas Móviles que fue arrasado por el fuego, regresaron al lugar y para comenzar a buscar entre los restos achicharrados los restos de sus pertenencias.